# صلاح الدين بوجاه
صلاح الدين بوجاه (1956 - 2021) وجه من الوجوه الثقافية التي شغلت الساحة الأدبية في تونس وفي بلدان المشرق العربي خلال العشرين سنة الماضية. نظم الشعر وكتب القصة القصيرة والرواية والمسرحية والنقد الأدبي، وله العديد من البحوث والدراسات. وهو نائب تونسي، وقد نال «الجائزة الوطنية للآداب» العام 2003.

## سيرة
ولد بوجاه في مدينة السبيخة (ولاية القيروان) تونس في العام 1956. تلقى تعليمه الابتدائي والثانوي بمسقط رأسه بالقيروان، وتابع دراسته الجامعية بكلية الآداب بتونس، فحاز الإجازة في اللغة والآداب العربية العام 1974 ثمّ شهادة الكفاءة العام 1975. وحاز شهادة الدكتوراه في الأدب العربي عن بحثه: «في الألفة والاختلاف بين الرواية العربية والرواية المكتوبة بالفرنسية في تونس».
كان عميدًا لكلية الآداب في القيروان، وشغل عضوية: «اتحاد الكتاب التونسيين»، ورئيسا له، كذلك «اتحاد الكتاب العرب»، و«الجمعية المغربية الفرنسية للاداب»، وكان أيضاً ضمن هيئة تحرير «مجلة الحياة الثقافية».
كما قدّم العديد من البرامج الإذاعية والتلفزية. وانتخب نائبا بمجلس النواب التونسي لأربع دورات.

## المؤلفات
صدرت لصلاح الدين بوجاه العديد من المؤلفات الأدبية في كل من تونس وبيروت والقاهرة ودمشق، وتنوعت بين الرواية والقصة القصيرة والترجمة والنقد، منها:

### في الرواية
- 1984, مدونة الاعترافات
- 1991, التاج والخنجر والجسد
- 1995, النخاس
- 1997, السيرك
- 2005, سبع صبايا
- 2008, لون الروح
- حمام الزغبار

### في القصة القصيرة
- 2001, سهل الغرباء
- 2002, لاشيء يحدث الآن

### في الدراسات
- 1992, مقالة في الرواية، بيروت
- 1994, الرواية العربية بين الرمز والأسطورة، بيروت
- 2005, في الألفة والاختلاف بين الرواية العربية والرواية المكتوبة بالفرنسية في تونس.
- الاسطورة في الرواية الواقعية
- الجوهر والعرض في الرواية الواقعية

### الترجمة
- 1999, أم كثوم
- 2006, العولمة والتنوع الثقافي

## وفاته
فارق بوجاه الحياة بعد تعرضه لجلطة دماغية نهار الأربعاء في 17 فبراير (شباط) 2021. وقد كان من المقرر أن تقام تظاهرة تكريمية له في 26 و27 فبراير من العام نفسه، ينظّمها "منتدى الفكر التنويري التونسي"حول تجربة الكاتب التونسي صلاح الدين بوجاه"، غير أن المنية عاجلته؛ كذلك صدر قبل وفاته، كتاب جماعيّ حول تجربته بعنوان "السارد الساحر".

## وصلات خارجية
- صلاح الدين بوجاه توقف عند خواء السؤال الأيديولوجي
- القيروان تحتفي بكاتبها الراحل صلاح الدين بوجاه